# Klaus Fischer
Klaus Fischer (ur. 27 grudnia 1949 w Kreuzstraßl) – niemiecki piłkarz i trener piłkarski.
Występował na pozycji napastnika, w latach 1977–1982 reprezentant Niemiec w piłce nożnej. Srebrny medalista Mistrzostw Świata 1982, uczestnik Mistrzostw Świata 1978.

## Kariera klubowa
Fischer treningi rozpoczął w wieku 9 lat w klubie SC Kreuzstraßl. W 1961 przeszedł do juniorów ekipy SC Zwiesel. W 1968 trafił do TSV 1860 Monachium z Bundesligi. W tych rozgrywkach zadebiutował 17 sierpnia 1968 w zremisowanym 1:1 meczu z VfB Stuttgart. 14 września 1968 w wygranym 2:0 pojedynku z 1. FC Nürnberg strzelił pierwszego gola w Bundeslidze. W 1970 zajął 3. miejsce w klasyfikacji strzelców Bundesligi.
W tym samym roku Fischer odszedł do FC Schalke 04, również z Bundesligi. Pierwszy ligowy mecz zaliczył tam 15 sierpnia 1970 przeciwko Eintrachtowi Brunszwik (3:3). W 1972 zdobył z zespołem Puchar RFN. W tym samym roku, a także w 1977 wywalczył z nim wicemistrzostwo RFN. W 1976 został królem strzelców Bundesligi, a w 1972 i w 1979 zajmował 2. pozycję w klasyfikacji strzelców Bundesligi.
W 1981 Fischer został graczem innej ekipy Bundesligi, 1. FC Köln. W jej barwach zadebiutował 8 sierpnia 1981 w wygranym 1:0 ligowym spotkaniu z Borussią Dortmund. W 1982 wywalczył z klubem wicemistrzostwo RFN, a w 1983 zdobył z nim Puchar RFN. W 1984 przeszedł do VfL Bochum (Bundesliga). W 1988 dotarł z nim do finału Pucharu RFN, jednak zespół Bochum uległ tam Eintrachtowi Frankfurt. W tym samym roku Fischer zakończył karierę.

### Statystyki klubowe
| Klub               | Sezon              | Liga               | Liga  | Liga   | Puchar kraju | Puchar kraju | Europa | Europa | Suma  | Suma   |
| Klub               | Sezon              | Liga               | Mecze | Bramki | Mecze        | Bramki       | Mecze  | Bramki | Mecze | Bramki |
| ------------------ | ------------------ | ------------------ | ----- | ------ | ------------ | ------------ | ------ | ------ | ----- | ------ |
| TSV 1860 Monachium | 1968/1969          | Bundesliga         | 26    | 9      | 1            | 0            | 2      | 0      | 29    | 9      |
| TSV 1860 Monachium | 1969/1970          | Bundesliga         | 34    | 19     | 0            | 0            | 2      | 2      | 36    | 21     |
| TSV 1860 Monachium | Ogólnie            | Ogólnie            | 60    | 28     | 1            | 0            | 4      | 2      | 65    | 30     |
| FC Schalke 04      | 1970/1971          | Bundesliga         | 34    | 15     | 7            | 1            | –      | –      | 41    | 16     |
| FC Schalke 04      | 1971/1972          | Bundesliga         | 29    | 22     | 8            | 7            | –      | –      | 37    | 29     |
| FC Schalke 04      | 1972/1973          | Bundesliga         | 0     | 0      | 0            | 0            | 1      | 1      | 1     | 1      |
| FC Schalke 04      | 1973/1974          | Bundesliga         | 25    | 21     | 1            | 1            | –      | –      | 26    | 22     |
| FC Schalke 04      | 1974/1975          | Bundesliga         | 33    | 17     | 3            | 3            | –      | –      | 36    | 20     |
| FC Schalke 04      | 1975/1976          | Bundesliga         | 34    | 29     | 3            | 3            | –      | –      | 37    | 32     |
| FC Schalke 04      | 1976/1977          | Bundesliga         | 31    | 24     | 3            | 4            | 5      | 6      | 39    | 34     |
| FC Schalke 04      | 1977/1978          | Bundesliga         | 32    | 20     | 6            | 7            | 3      | 0      | 41    | 27     |
| FC Schalke 04      | 1978/1979          | Bundesliga         | 34    | 21     | 3            | 4            | –      | –      | 37    | 25     |
| FC Schalke 04      | 1979/1980          | Bundesliga         | 26    | 7      | 4            | 4            | –      | –      | 30    | 11     |
| FC Schalke 04      | 1980/1981          | Bundesliga         | 17    | 6      | 0            | 0            | –      | –      | 17    | 6      |
| FC Schalke 04      | Ogólnie            | Ogólnie            | 295   | 182    | 38           | 34           | 9      | 7      | 342   | 223    |
| 1. FC Köln         | 1981/1982          | Bundesliga         | 31    | 7      | 1            | 0            | –      | –      | 32    | 7      |
| 1. FC Köln         | 1982/1983          | Bundesliga         | 32    | 12     | 6            | 5            | 5      | 3      | 43    | 20     |
| 1. FC Köln         | 1983/1984          | Bundesliga         | 33    | 12     | 3            | 5            | 4      | 2      | 40    | 19     |
| 1. FC Köln         | Ogólnie            | Ogólnie            | 96    | 31     | 10           | 10           | 9      | 5      | 115   | 46     |
| VfL Bochum         | 1984/1985          | Bundesliga         | 34    | 16     | 3            | 0            | –      | –      | 37    | 16     |
| VfL Bochum         | 1985/1986          | Bundesliga         | 27    | 8      | 4            | 0            | –      | –      | 31    | 8      |
| VfL Bochum         | 1986/1987          | Bundesliga         | 11    | 3      | 0            | 0            | –      | –      | 11    | 3      |
| VfL Bochum         | 1987/1988          | Bundesliga         | 12    | 0      | 3            | 2            | –      | –      | 15    | 2      |
| VfL Bochum         | Ogólnie            | Ogólnie            | 84    | 27     | 10           | 2            | 0      | 0      | 94    | 29     |
| Ogólnie w karierze | Ogólnie w karierze | Ogólnie w karierze | 535   | 268    | 59           | 46           | 22     | 14     | 616   | 328    |

## Kariera reprezentacyjna
W reprezentacji RFN Fischer zadebiutował 27 kwietnia 1977 w wygranym 5:0 towarzyskim meczu z Irlandią Północną, w którym strzelił także 2 gole.
W 1978 został powołany do kadry na Mistrzostwa Świata. Wystąpił na nich w spotkaniach z Polską (0:0), Meksykiem (6:0), Tunezją (0:0), Włochami (0:0) i Austrią (2:3). Tamten mundial RFN zakończył na drugiej rundzie.
W 1982 Fischer po raz drugi był uczestnikiem Mistrzostw Świata. Zagrał na nich w pojedynkach z Algierią (1:2), Austrią (1:0), Anglią (0:0), Hiszpanią (2:1), Francją (3:3, 5:4 w rzutach karnych) oraz w finale z Włochami (1:3). W meczach z Hiszpanią i Francją strzelił także po jednym golu. Reprezentacja RFN zakończyła tamten mundial na 2. miejscu.
W latach 1977–1982 w drużynie narodowej Fischer rozegrał w sumie 45 spotkań i zdobył 32 bramki.

## Kariera trenerska
Po zakończeniu kariery piłkarskiej, Fischer dwukrotnie obejmował tymczasowo stanowisko trenera Schalke 04. Pierwszy raz było w 1990, kiedy prowadził zespół od listopada do grudnia, a po raz drugi w maju 1992 roku.

## Sukcesy

### Rekordy
Nieaktualne
- Najskuteczniejszy zawodnik w historii Bundesligi w meczach wyjazdowych: 117 goli[a][1]